# 금당초등학교 (전남)
금당초등학교는 대한민국 전라남도 완도군에 있는 공립 초등학교이다.

## 학교 연혁
- 1928년 10월 2일 사립금당보통학교 개교
- 일자미상 금당공립보통학교 개편
- 1938년 4월 1일 금당공립심상소학교 개편
- 1941년 4월 1일 금당공립국민학교 개편
- 1953년 4월 1일 금당국민학교 개편
- 일자미상 금당국민학교 차우분교 설립 인가
- 1954년 6월 16일 차우분교장 개교
- 1954년 6월 20일 금당국민학교 비견분교 설립 인가
- 195?년 ??월 ??일 금당국민학교 허우분교 설립 인가
- 1954년 7월 31일 비견분교장·허우분교장 개교
- 일자미상 금당국민학교 가학분교 설립 인가
- 일자미상 비견국민학교 승격 인가
- 일자미상 비견분교 비견국민학교 승격 분리
- 1961년 4월 1일 가학분교장 개교
- 1965년 3월 1일 가학분교 금당서국민학교 승격 분리
- 1967년 11월 3일 차우분교장 금당중앙국민학교 승격 인가
- 1970년 8월 20일 차우분교 금당중앙국민학교 승격 분리
- 1970년 9월 1일 허우분교장 금당중앙국민학교 이관
- 1973년 10월 10일 금당국민학교 대화분교 설립 인가
- 1973년 11월 10일 대화분교장 개교
- 1989년 12월 18일 대화분교장 폐교 및 본교 통폐합
- 1993년 3월 1일 금당서국민학교 가학분교장 격하 편입
- 1995년 3월 1일 가학분교장 폐교 및 본교 통폐합
- 1996년 3월 1일 금당초등학교 개편, 금당중앙초등학교 허우분교장 폐교 및 본교 통폐합
- 1996년 9월 1일 금당중앙초등학교 차우분교장 격하 편입, 비견분교장 편입
- 1999년 3월 1일 차우분교장 폐교 및 본교 통폐합
- 2000년 3월 1일 금당초·중학교 통합
- 2009년 3월 1일 비견분교장 폐교 및 본교 통폐합

## 참고 자료
- 금당초등학교 - 한국교육학술정보원 학교알리미